# Manoir de Cohanno
Le manoir de Cohanno (ou château de Cohanno, manoir de Kohanno Kozh) est un manoir de Surzur, dans le Morbihan.

## Localisation
Le manoir est situé au hameau de Cohanno, à environ 2,8 km au sud-ouest du centre-bourg de Surzur et 4 km est-sud-est du centre-bourg de Saint-Armel.

## Historique
Métairie exempte en 1427 appartenant à Jean de Malestroit, évêque de Vannes. Le manoir est construit en 1676 pour Jean Le Sénéchal de Kerguezec. L'aile des communs, perpendiculaire au corps de logis, est construite dans le courant du XVIIIe siècle. Reconstruit en 1905, l'ensemble bâti a été fortement remanié en 1962.
La seigneurie a appartenu successivement aux familles de Malestroit (XVe siècle), Kerguisé (début du XVIIe siècle), de Francheville, Sénéchal de Kerguizec (deuxième moitié du XVIIe), La Ville Orion (fin du XVIIIe siècle), Désiré Beauchêne de La Morinière (milieu du XIXe siècle) et Langlais (début du XXe siècle). Le manoir est entièrement remanié en 1962.
Les façades et toitures du château sont inscrites au titre des monuments historiques par arrêté du 8 octobre 1968.

## Description
La façade principale est ornée d'une lucarne portant la date de 1677 et les armoiries sculptées de la famille de Kerguisé.
Le manoir date des XVIIe et XVIIIe siècles, édifice en rez-de-chaussée et comble à surcroît, élévation à travées, construit en moellons et pierre de taille de calcaire et granite. Toiture à longs pans brisés recouverte d'ardoises, pignon couvert. Escalier dans-œuvre : escalier tournant à retours sans jour en charpente.